# Чарушникови
Чару́шнікови (рос. Чарушниковы) — присілок у складі Орловського району Кіровської області, Росія. Входить до складу Орловського сільського поселення.
Населення становить 24 особи (2010, 23 у 2002).
Національний склад станом на 2002 рік — росіяни 96 %.